# District d'Einsiedeln
Le district d'Einsiedeln est un district suisse, situé dans le canton de Schwytz. Il ne compte, comme les districts de Küssnacht et de Gersau, qu'une seule commune.

## Communes
| Nom        | N° OFS | Population (décembre 2022) |
| ---------- | ------ | -------------------------- |
| Einsiedeln | 1301   | +016 310,                  |
| Total      | Total  | +016 310,                  |